# Гарібджанян Людвіг Папікович
Людвіг Папікович Гарібджанян (24 серпня 1922, місто Єреван, тепер Вірменія — 13 грудня 2011, місто Єреван, Вірменія) — вірменський комуністичний діяч, 1-й секретар Єреванського міського комітету КП Вірменії. Депутат Верховної ради Вірменської РСР 4—6-го і 10—11-го скликань. Депутат Верховної ради СРСР 7—9-го скликань. Кандидат історичних наук (1960), доцент, професор.

## Життєпис
Народився в родині робітника. З 1930 по 1940 рік навчався в середній школі імені Максима Горького в місті Єревані.
У 1940—1945 роках — студент історичного факультету Єреванського державного університету.
Одночасно в 1942—1944 роках — голова місцевого (профспілкового) комітету Єреванського державного університету.
Член ВКП(б) з 1943 року.
У 1944—1947 роках — секретар комітету комсомолу Єреванського медичного інституту.
З 1946 року за сумісництвом працював лаборантом, асистентом, старшим викладачем та доцентом на кафедрах марксизму-ленінзму та історії КПРС Єреванського медичного інституту та Єреванського державного університету.
У 1947—1948 роках — 1-й секретар Кіровського районного комітету ЛКСМ Вірменії міста Єревана. З 1948 року — 1-й секретар Єреванського міського комітету ЛКСМ Вірменії.
У 1951 році закінчив аспірантуру Єреванського державного університету.
У 1951—1954 роках — секретар партійного комітету Єреванського державного університету; секретар Єреванського міського комітету КП Вірменії; інструктор та відповідальний організатор ЦК КП Вірменії.
У 1954—1957 роках — 1-й секретар Спандарянського районного комітету КП Вірменії міста Єревана.
У 1957—1961 роках — секретар партійного комітету Єреванського державного університету.
У 1961 — лютому 1966 року — 2-й секретар Єреванського міського комітету КП Вірменії.
У лютому 1966 — травні 1975 року — 1-й секретар Єреванського міського комітету КП Вірменії.
У травні 1975—1989 роках — міністр вищої та середньої спеціальної освіти Вірменської РСР.
Одночасно з 1982 року — виконувач обов'язків професора кафедри історії КПРС Єреванського державного університету.
З 1989 року — професор Єреванського державного університету.
Помер 13 грудня 2011 року в місті Єревані.

## Нагороди
- чотири ордени Трудового Червоного Прапора (28.10.1948,)
- орден Дружби народів (20.08.1986)
- медаль Мовсеса Хоренаці (Вірменія)
- медалі
- Почесна грамота Президії Верховної ради Вірменської РСР (23.08.1982)